# Тім Блейк Нельсон
Тімоті Блейк Нельсон (англ. Timothy Blake Nelson; нар. 11 травня, 1964 року, Талса, Оклахома) — американський актор, сценарист, режисер і продюсер. Знімається переважно у ролях другого плану. Відомий за фільмами «О, де же ти, брате?» (2000), «Сиріана» (2005), «Неймовірний Галк» (2008), «Лінкольн» (2012), «Балада Бастера Скраггса» (2018).
У 2019 році був номінований на премію «Вибір телевізійних критиків» у категорії «Найкращий актор другого плану» за роль Вейда Тіллмена у телесеріалі «Вартові» телеканала HBO.

## Біографія

### Ранні роки життя
Тім Блейк Нельсон народився в єврейській родині у місті Талса, штат Оклахома. Його мати Рут Нельсон (до шлюбу Кайзер) громадська активістка і філантропка, батько Дон Нельсон геолог і геологорозвідник нафтових родовищ. Його дід і баба по материнській лінії євреї, що жили в Німеччині і які дивом врятувались та втекли від нацистів перед самим початком Другої світової війни. У 1938 році вони переїхали до Британії, де і народилась його мати Рут. Пізніше у 1941 році їхня родина емігрувала до США. По батьківській лінії родичі Тіма були російськими євреями, які теж емігрували до США.
Нельсон навчався у приватній школі (Holland Hall) міста Талса, яку він закінчив у 1982 році. Під час навчання відвідував літній табір мистецтв Оклахоми (Quartz Mountain Resort Arts and Conference Center) поблизу містечка Лоун-Вулф. Після школи переїхав на східне узбережжя США до штату Род-Айленд де навчався на академічній дисципліні антикознавство в Університеті Брауна, випускником якого він став у 1986 році. Після Університету Брауна навчався в Джульярдській школі в Нью-Йорку, яку він закінчив у 1990 році у складі 19 групи.

### Кар'єра
Нельсон почав зніматись на телебаченні з 1989 року, під час свого навчання в Джульярдській школі. Він був одним з учасників комедійного скетч-шоу «Неприродні» (The Unnaturals), що виходив на телеканалі «Ha! The Comedy Network» який пізніше був перейменований на Comedy Central. Його колегами у зйомках були Пол Залум (Paul Zaloom), Джон Маріано (John Mariano) і Шивон Феллон. У 1992 році Тім Блейк Нельсон дебютував зі своєю п'єсою «Око Боже» в театрі Сіетла (Seattle Repertory Theatre). Також цього року Нельсон вперше дебютував у кіно знявшись у незначній другорядній ролі в комедійній стрічці Нори Ефрон «Це моє життя» (This Is My Life). У 1996 році в одному з театрів Нью-Йорка (MCC Theater) відбулась прем'єра його вистави «Сіра зона». В наступному 1997 році відбувся режисерський дебют Нельсона у великому кіно. За сценарієм своєї театральної вистави Нельсон зняв стрічку «Око Боже». З цього часу Нельсон почав активно зніматись у кіно і пробувати себе в якості режисера. Серед найбільш визначних ролей Тіма Блейка Нельсона була участь у військовій драмі Терренса Маліка «Тонка червона лінія» (1998), у комедійному фільмі Братів Коенів «О, де же ти, брате?» (2000), в одному з фільмів кіновсесвіту Marvel «Неймовірний Галк» (2008), в біографічному фільмі Стівена Спілберга «Лінкольн» (2012) та інших.
У 2019 році був номінований на премію «Вибір телевізійних критиків» у категорії «Найкращий актор другого плану» за роль Вейда Тіллмена у драматичному фантастичному телесеріалі «Вартові» телеканала HBO, заснованому на однойменної серії коміксів Алана Мура і Дейва Ґіббонса.

### Особисте життя
Нельсон мешкає у Нью-Йорку разом зі своєю дружиною Лізою Бенавідес та їхніми трьома синами.
У 2009 році він був включений до почесного переліку членів національного студентського братства Фі Бета Каппа. Посвята відбулась 8 травня в Університеті Талса (University of Tulsa), почесної спільноти Бета штату Оклахома.

## Фільмографія

#### Режисер
| Рік  | Українська назва | Оригінальна назва              | Сценарист | Продюсер | Примітки |
| ---- | ---------------- | ------------------------------ | --------- | -------- | -------- |
| 1997 | Око Боже         | Eye of God                     | Так       | Ні       | [ 15 ]   |
| 2001 | О                | О                              | Ні        | Ні       | [ 16 ]   |
| 2001 | Сіра зона        | The Grey Zone                  | Так       | Так      | [ 17 ]   |
| 2006 | Шанс Гаскетта    | Haskett's Chance               | Ні        | Ні       | [ 18 ]   |
| 2009 | Трава            | Leaves of Grass                | Так       | Так      | [ 19 ]   |
| 2015 | Анестезія        | Anesthesia                     | Так       | Так      | [ 20 ]   |
| 2015 | Початок всього   | Z: The Beginning of Everything | Ні        | Ні       | [ 21 ]   |

#### Актор
| Рік       |    | Українська назва                        | Оригінальна назва                           | Роль                     |
| --------- | -- | --------------------------------------- | ------------------------------------------- | ------------------------ |
| 1989—1991 | с  | Неприродні                              | The Unnaturals                              | різноманітні ролі        |
| 1992      | ф  | Це моє життя                            | This Is My Life                             | Денніс                   |
| 1993      | ф  | Мотель Синій 19                         | Motel Blue 19                               | дорослий Лютер           |
| 1994      | ф  | Аматор                                  | Amateur                                     | молодий детектив         |
| 1995      | ф  | Товстунці                               | Heavyweights                                | Роджер Джонсон           |
| 1995      | с  | Шалений дім                             | House of Buggin'                            | викрадач дітей           |
| 1996      | с  | Прогулянка мерця                        | Dead Man's Walk                             | Джонні Картедж           |
| 1996      | ф  | Апартаменти Джо                         | Joe's Apartment                             | озвучка, тарган          |
| 1997      | ф  | Доні Браско                             | Donnie Brasco                               | технік ФБР               |
| 1997      | кф | Комплексна страва                       | Prix Fixe                                   | прибиральник             |
| 1998      | ф  | Тонка червона лінія                     | The Thin Red Line                           | рядовий Браян Тіллс      |
| 2000      | ф  | Гамлет                                  | Hamlet                                      | пілот літака             |
| 2000      | ф  | О, де ж ти, брате?                      | O Brother, Where Art Thou?                  | Дельмар О'Донел          |
| 2002      | ф  | Хороша дівчинка                         | The Good Girl                               | Бубба                    |
| 2002      | ф  | Плекати                                 | Cherish                                     | офіцер Дейлі             |
| 2002      | ф  | Особлива думка                          | Minority Report                             | Гідеон                   |
| 2003      | ф  | Закордонний роман                       | A Foreign Affair                            | Джейк Адамс              |
| 2003      | ф  | Скарб                                   | Holes                                       | доктор "мамця" Пенданскі |
| 2003      | ф  | Авеню Вондерленд                        | Wonderland                                  | Біллі Деверелл           |
| 2004      | ф  | Скубі-Ду 2: Монстри на волі             | Scooby-Doo 2: Monsters Unleashed            | Джонатан Джакобо         |
| 2004      | ф  | Останній кадр                           | The Last Shot                               | Маршал Періс             |
| 2004      | ф  | Втрата                                  | Bereft                                      | Денніс                   |
| 2004      | ф  | Знайомство з Факерами                   | Meet the Fockers                            | офіцер ЛеФлор            |
| 2005      | ф  | Аматори                                 | The Amateurs                                | Барні Маклгаттон         |
| 2005      | ф  | Мій коханий самогубець                  | My Suicidal Sweetheart                      | різноманітні ролі        |
| 2005      | ф  | Великий Білий тягар                     | The Big White                               | Гаррі                    |
| 2005      | ф  | Сиріана                                 | Syriana                                     | Денні Далтон             |
| 2005      | ф  | Ворм-Спрінгс                            | Warm Springs                                | Том Лойлесс              |
| 2005      | с  | Стелла                                  | Stella                                      | здичавіла людина         |
| 2006      | ф  | Приходь з самого ранку                  | Come Early Morning                          | дядько Тім               |
| 2006      | ф  | Премія Дарвіна                          | The Darwin Awards                           | Перп                     |
| 2006      | ф  | Крик сови                               | Hoot                                        | Керлі                    |
| 2006      | ф  | Мій лагідний та ніжний зомбі            | Fido                                        | містер Теополіс          |
| 2006      | ф  | Астронавт фермер                        | The Astronaut Farmer                        | Кевін Манчак             |
| 2008      | ф  | Неймовірний Галк                        | The Incredible Hulk                         | Самюель Стернс           |
| 2008      | ф  | Американська фіалка                     | American Violet                             | Девід Коен               |
| 2009      | ф  | Святий Джон із Лас-Вегаса               | Saint John of Las Vegas                     | Нед                      |
| 2009      | ф  | Трава                                   | Leaves of Grass                             | Болгер                   |
| 2009      | с  | CSI: Місце злочину                      | CSI: Crime Scene Investigation              | Полі Крілл               |
| 2011      | ф  | Липучка                                 | Flypaper                                    | Біллі Рей Макклауд       |
| 2011      | ф  | Волаючи у небо                          | Yelling to the Sky                          | Коллмен                  |
| 2011      | ф  | Учитель на заміну                       | Detachment                                  | містер Ваятт             |
| 2011      | ф  | Великий рік                             | The Big Year                                | Філ                      |
| 2011      | с  | ХАОС                                    | CHAOS                                       | Кейсі Малік              |
| 2011      | с  | Американська сімейка                    | Modern Family                               | Генк                     |
| 2012      | ф  | Велике диво                             | Big Miracle                                 | Пет Лафаєтт              |
| 2012      | ф  | Лінкольн                                | Lincoln                                     | Річард Шелл              |
| 2012—2015 | мс | Чорний динаміт                          | Black Dynamite                              | озвучка, шеф Макгіллігон |
| 2013      | ф  | Синя примха                             | Blue Caprice                                | Рей                      |
| 2013      | ф  | Коли я помирала                         | As I Lay Dying                              | Енс                      |
| 2013      | ф  | Боже дитя                               | Child of God                                | шериф Фейт               |
| 2013      | ф  | Змія і мангуст                          | Snake and Mongoose                          | Майк Маккаллістер        |
| 2014      | ф  | Місцевий                                | The Homesman                                | фрахтівник               |
| 2014      | ф  | Звук та лють                            | The Sound and the Fury                      | батько                   |
| 2014      | ф  | Убити посланця                          | Kill the Messenger                          | Алан Фенстер             |
| 2014      | ф  | Ріковер:народження ядерної зброї        | Rickover: The Birth of Nuclear Power        | адмірал Хімен Ріковер    |
| 2014      | с  | Клондайк                                | Klondike                                    | Джо Мікер                |
| 2015      | ф  | Анестезія                               | Anesthesia                                  | Адам Зарров              |
| 2015      | ф  | Фантастична четвірка                    | Fantastic Four                              | доктор Аллен             |
| 2015      | с  | За справедливість                       | For Justice                                 | Очс Рейні                |
| 2015—2019 | с  | Незламна Кіммі Шмідт                    | Unbreakable Kimmy Schmidt                   | Ренді                    |
| 2016      | ф  | Підтвердження                           | The Confirmation                            | Вон                      |
| 2016      | ф  | Моя дівчина — монстр                    | Colossal                                    | Гарт                     |
| 2016      | ф  | Біллі Лінн: Довга перерва посеред бою   | Billy Lynn's Long Halftime Walk             | Вейн Пфістер             |
| 2017      | ф  | Деідра та Лені грабують потяг           | Deidra & Laney Rob a Train                  | Трумен                   |
| 2017      | ф  | Зникнення Сідні Голла                   | The Vanishing of Sidney Hall                | Йохан Тайдменд           |
| 2017      | ф  | Інститут                                | The Institute                               | доктор Лемелль           |
| 2017      | с  | Зоря Полин                              | Wormwood                                    | Сідні Готтліб            |
| 2018      | ф  | Монстр                                  | Monster                                     | Лірой Савікі             |
| 2018      | ф  | Балада Бастера Скраггса                 | The Ballad of Buster Scruggs                | Бастер Скраггс           |
| 2018      | мс | Даллас і Робо                           | Dallas & Robo                               | озвучка, Вудсмен         |
| 2019      | ф  | Доповідь                                | The Report                                  | Реймонд Натан            |
| 2019      | ф  | Арара                                   | Arara                                       | Томас                    |
| 2019      | ф  | Шахрайки                                | The Hustle                                  | Портной                  |
| 2019      | ф  | Падіння Янгола                          | Angel Has Fallen                            | Мартін Кірбі             |
| 2019      | ф  | Судити по совісті                       | Just Mercy                                  | Ральф Маєрс              |
| 2019      | ф  | Зеровілль                               | Zeroville                                   | професор Кон             |
| 2019      | ф  | Справжній Дон Кіхот                     | The True Don Quixote                        | Дон Кіхот                |
| 2019      | ф  | Ісус смалить                            | The Jesus Rolls                             | доктор                   |
| 2019      | с  | Вартові                                 | Watchmen                                    | Вейд Тіллмен             |
| 2020      | мс | Родина Грін з великого міста            | Big City Greens                             | озвучка, Ернест Грін     |
| 2021      | ф  | Гола сингулярність                      | Naked Singularity                           | Ангус                    |
| 2021      | ф  | Старий Генрі                            | Old Henry                                   | Генрі Маккарті           |
| 2021      | ф  | Привиди Озарка                          | Ghosts of the Ozark                         | Торб                     |
| 2021      | ф  | Національні чемпіони                    | National Champions                          | Роджер                   |
| 2021      | ф  | Алея жаху                               | Nightmare Alley                             | розпорядник карнавалу    |
| 2022      | с  | Кабінет курйозів Ґільєрмо дель Торо     | Guillermo del Toro's Cabinet of Curiosities | Нік Епплтон              |
| 2022      | мф | Піноккіо                                | Pinocchio                                   | озвучка, кучер           |
| 2023      | ф  | Примарні                                | Ghosted                                     | Борислов                 |
| 2025      | ф  | Капітан Америка: Новий світовий порядок | Captain America: New World Order            | Самюель Стернс / Лідер   |
| 2025      | ф  | Заповіт Енн Лі                          | The Testament of Ann Lee                    |                          |
| ?         | ф  | Потойбіччя                              | The Long Home                               | Говінгтон                |